# Laura García Lorca
Laura García Lorca de los Ríos (Nueva York, 1953) es la actual directora de la Huerta de San Vicente, casa-museo dedicada a la memoria de su tío, el poeta Federico García Lorca.

## Biografía
Es hija de la académica Laura de los Ríos Giner (1913-1981) y del diplomático Francisco García Lorca (1902-1976), ambos exiliados en los Estados Unidos durante la Guerra civil española tras el asesinato de su tío Federico García Lorca en 1936.
Gestiona la Huerta de San Vicente, siguiendo a su tía Isabel García Lorca. Otra tía suya es Concepción García Lorca.